# Every Thing Will Be Fine
Every Thing Will Be Fine is een 3D-film uit 2015 onder regie van Wim Wenders. De film ging in première op 10 februari op het Internationaal filmfestival van Berlijn (buiten competitie).

## Verhaal
De schrijver Tomas rijdt met zijn auto door de sneeuw. Wanneer plots een slee naar beneden komt gegleden, kan hij niet meer op tijd remmen en komt een kind onder zijn wielen terecht. De volgende 12 jaar probeert hij met deze tragedie te leven, net zoals Kate, die haar kind verloor en zich schuldig voelt.

## Rolverdeling
| Acteur               | Personage         |
| -------------------- | ----------------- |
| James Franco         | Tomas             |
| Charlotte Gainsbourg | Kate              |
| Rachel McAdams       | Sara              |
| Marie-Josée Croze    | Ann               |
| Robert Naylor        | Jonge Christopher |
| Patrick Bauchau      | Vader van Tomas   |
| Peter Stormare       | Editor            |